# Þingvallavatn

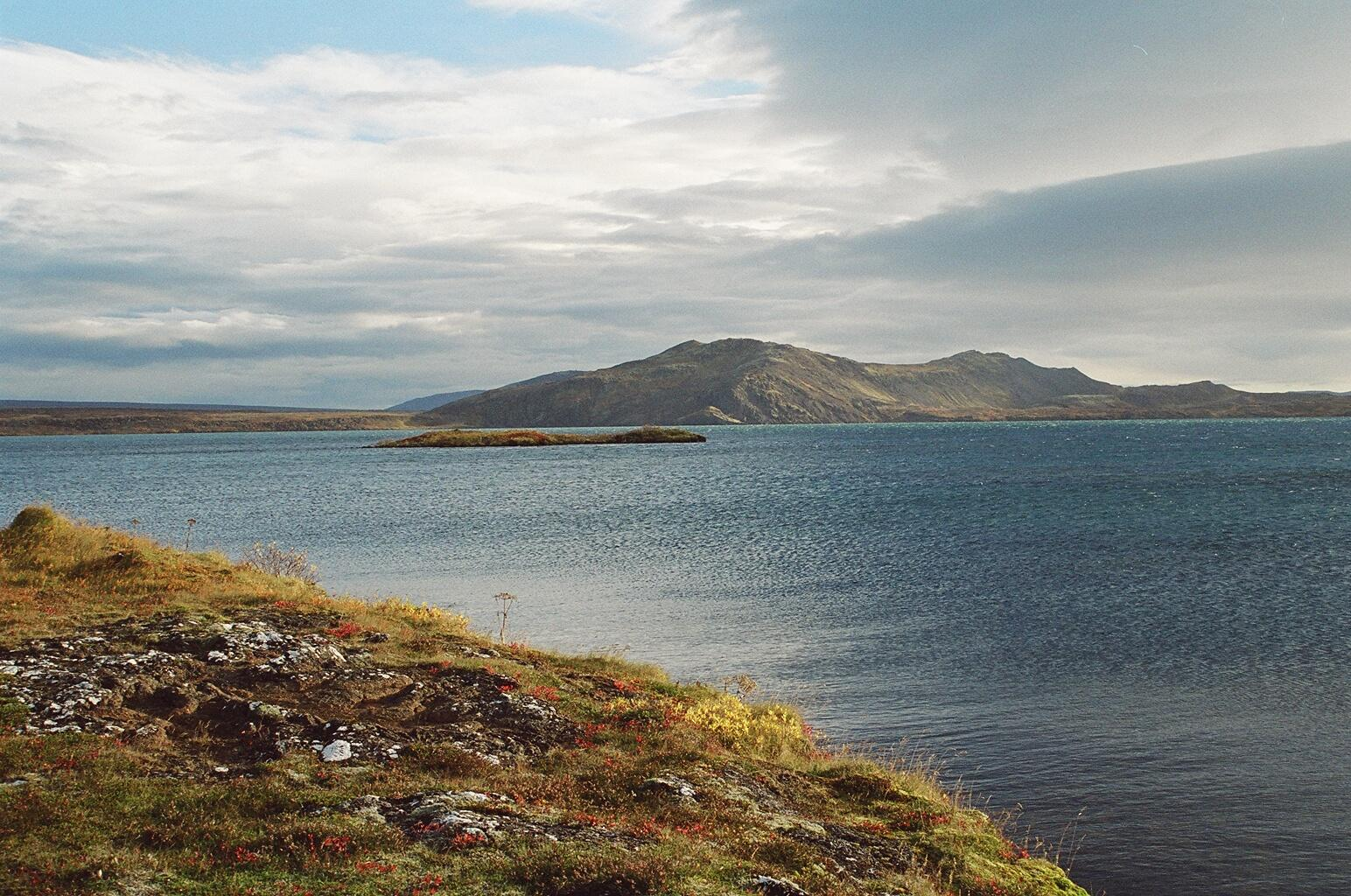
Sjön på hösten

Þingvallavatn är Islands största sjö. Sjön har en area på 82 km² och ligger cirka 50 kilometer öster om huvudstaden Reykjavik. Det största djupet är 114 meter. Älven Öxará rinner ut i sjön och älven Sog fortsätter sedan vidare. Speciellt för Þingvallavatn är att det finns fyra olika genetiska varianter av fjällröding i Þingvallavatn.